# Marcin Gołębiewski
Marcin Gołębiewski (ur. 13 marca 1978 w Gdańsku), znany również jako Ząbek, Zębaty i Zombi – polski muzyk i kompozytor, wieloletni perkusista i współzałożyciel deathmetalowej grupy muzycznej Yattering. Znany również ze współpracy z grupą Vader i Anti-Motivational Syndrome. Gołębiewski przez rok pobierał lekcje gry na perkusji u Tomasza Łosowskiego.

## Dyskografia
Yattering
- The Sick Society (1996, wydanie własne)
- Promo '97 (1997, wydanie własne)
- Human’s Pain (1998, Moonlight Productions)
- Murder’s Concept (2000, Season of Mist)
- Creative Chaos (VHS, 2000, Metal Mind Records)
- Polish Assault (2002, Relapse Records)
- Genocide (2003, Candlelight Records)
- III (2005, Chaos III Production)

Anti-Motivational Syndrome
- The Corridor (2011, wydanie własne)[4]

## Instrumentarium
| Talerze perkusyjne - 6" Zildjian A Custom Splash - 8" Zildjian Avedis Splash - 9,5" Zildjian Zi – Bell - 14" Zildjian Avedis Rock Hi-hat - 18" Zildjian Edge China - 18" Zildjian Z Custom Rock Crash - 19" Zildjian A Custom Projection Crash - 20" Zildjian Avedis Earth Ride - 20" HHX Sabian China Naciągi - Bass drum – Aquarian Super Kick I - Bass drum – Evans G1 - Tom-tom – Evans Hydraulic Blue - Werbel – Remo Ambasador |  | Bębny Pearl EX - 20"x16" bass drum - 10"x10" tom-tom - 12"x10" tom tom - 14"x14" tom tom - 14"x3,5" werbel F.F.S. - 10"x2" werbel Sonor Jungle Snare Osprzęt - Tama Iron Cobra Twin Power Glide - Pearl uni – lock system Pałeczki - Gładek 150A - Gładek 150C |